# The O’Reillys and the Paddyhats
The O’Reillys and the Paddyhats est un groupe de musique irlandaise et de folk punk qui chante en langue anglaise. Il a été formé en Allemagne à Gevelsberg en 2011. 

## Histoire
Deux musiciens de folk irlandais, Sean et Dwight O'Reilly, ont créé The O'Reillys de 2009 à 2011 à Gevelsberg, et se sont produits notamment en Rhénanie-du-Nord-Westphalie. Ils sont ensuite rejoints par le bassiste Paddy et la violoniste Emily O'Farrell, puis Dr  Bones à la batterie et Zack O'Hara à la guitare électrique. Le nom est composé du nom The O'Reillys adopté par le duo et du mot pour la casquette plate irlandaise typique Paddyhats. Le nom est parfois raccourci en Paddyhats.
La même année, les Paddyhats fondent leur propre festival, le O'Reilly Festival (alors Irish Folk Punk Party) avec jusqu'à 1000 visiteurs. En 2012, ils ont produit leur premier album de démonstration Sound of Narrow Streets dans les Dialog Studios à Oberhausen. Dans les années qui suivent, le groupe s'est concentré sur la scène : Berlin, Moscou, en Espagne, à Strasbourg ou Budapest.  
L'album Seven Hearts One Soul a été produit avec le producteur Jörg Umbreit aux principaux studios de Senden. Les sept musiciens ont réalisé un premier clip pour leur chanson Barrels of Whisky au Hagen Open-Air Museum. La vidéo a enregistré plus de 2 millions de clics en un an. 
Le 3 février 2017, le groupe sort son deuxième album studio Sign of the Fighter. En plus d'un court métrage policier et de 12 de ses propres chansons, le dossier comporte également une reprise de The Boxer de Simon & Garfunkel. Pour leur deuxième album, les Paddyhats ont pu lever plus de 8 000 euros auprès de leurs fans grâce au financement participatif via Startnext.
Avec la sortie de leur 3e album studio Green Blood, le groupe a réussi à se placer 57e sur les palmarès des albums allemands. Elle a été suivie d'une tournée de 17 dates en Allemagne et en Suisse.

## Membres

### Actuels
- Sean O'Reilly (Franz Wüstenberg) : chant, guitare acoustique, tin whistle
- Dwight O'Reilly (Tim Herbrig) : chant, guitare acoustique, banjo, mandoline
- Ian McFlannigan : accompagnement vocal, harpe, planche à laver
- Connor O'Sullivan (Jan Philipp Nau) : guitare électrique
- Jones Murphy : batterie
- Tom O'Shaughnessy : basse
- Ryan O'Leary : danse irlandaise

### Anciens membres
- Paddy : basse
- Zack O'Hara : guitare électrique
- Emily O'Farell : violon
- Dr Bones : batterie

## Discographie
- 2016 : Seven Hearts One Soul (Metalville)
- 2017 : Sign of the Fighter (Metalville)
- 2018 : Green Blood (Metalville)
- 2020 : Dogs on the Leash
- 2021 : In Strange Waters
- 2023 : Wake the rebels